# Erioptera cynthia
Erioptera cynthia är en tvåvingeart som beskrevs av Alexander 1946. Erioptera cynthia ingår i släktet Erioptera och familjen småharkrankar.
Artens utbredningsområde är Ecuador. Inga underarter finns listade i Catalogue of Life.